# Ardilleux
Ardilleux ist ein Ort in der französischen Gemeinde Valdelaume und eine ehemalige Gemeinde mit zuletzt 179 Einwohnern (Stand: 1. Januar 2015) im Département Deux-Sèvres in der Region Nouvelle-Aquitaine (vor 2016 Poitou-Charentes).
Die Gemeinde Ardilleux wurde am 1. Januar 2019 mit Bouin, Hanc und Pioussay zur Gemeinde Valdelaume zusammengeschlossen. Sie gehörte zum Arrondissement Niort und zum Kanton Melle.

## Geographie
Ardilleux liegt etwa 44 Kilometer ostsüdöstlich von Niort. Umgeben wurde Ardilleux von den Nachbargemeinden Chef-Boutonne im Nordwesten und Norden, Melleran im Norden und Nordosten, Bouin im Osten, Hanc im Osten und Südosten sowie Loubigné im Süden und Westen.

## Bevölkerungsentwicklung
| Jahr                       | 1962 | 1968 | 1975 | 1982 | 1990 | 1999 | 2006 | 2013 |
| Einwohner                  | 242  | 230  | 194  | 186  | 161  | 147  | 147  | 170  |
| Quellen: Cassini und INSEE |      |      |      |      |      |      |      |      |

## Sehenswürdigkeiten
- romanische Kirche Saint-Julien
- Turmhügelburg (Motte)